# 中國象棋棋譜
棋譜是一盤棋局發展的流程紀錄，多是古今中外的對局，或者是某人排擬的棋局。由古至今，出現過不少的中國象棋棋譜。目前這些棋譜都會刊輯成書或以電子棋譜形態存放在網際網路供人閱讀。
不過比較出名的，多數是古代流傳下來的棋譜，例如《橘中秘》和《梅花譜》等等，而且大多是手抄的，很少有刻印的版本，到了近數十年才大量出版成書。另外各象棋大師、著者都撰寫了很多棋譜研究不同的開局、中局、殘局和比賽；胡榮華著的《反宮馬專集》和楊官璘著的《弈林精華》、《弈林新編》便是好例子。

## 棋譜記錄
| 01. 炮八平五 馬２進３ | 02. 馬八進七 馬８進７ | 03. 車九平八 車１平２ | 04. 馬二進一 卒３進１ | 05. 炮二平三 車９平８ |
| 06. 車一平二 炮２進４ | 07. 車二進六 炮８平９ | 08. 車二平三 車８進２ | 09. 車三退二 馬７進８ | 10. 車三平二 馬８退６ |
| 11. 車二平四 馬６進８ | 12. 車四平二 馬８退６ | 13. 車二平四 馬６進８ | 14. 炮三進七 士６進５ | 15. 車四平三 車８平６ |
| 16. 兵七進一 馬８進９ | 17. 車三平二 象３進５ | 18. 炮三平一 卒３進１ | 19. 車二平七 車６進６ | 20. 仕四進五 車６平８ |
| 21. 馬七進八 炮２平４ | 22. 炮五平八 馬３進２ | 23. 車七平五 炮４平２ | 24. 炮八平六 卒５進１ | 25. 車五進一 馬２進４ |
| 26. 馬八進六 車２進４ | 27. 車五進二 炮２進１ | 28. 車五平三 炮２平９ | 29. 車三進二 士５退６ | 30. 馬六進八 前炮平７ |
| 31. 車八進五 馬４退２ | 32. 炮六平五 炮９平５ | 33. 車三退一 士６進５ | 34. 車三平四 炮５進５ | 35. 帥五平四 車８平６ |
| 36. 帥四進一 炮５平２ | 37. 馬八進七 （紅勝） |                       |                       |                       |

## 古代棋譜
- 《夢入神機》象棋書譜。作者佚名，約刊於明嘉靖之前。據清朝《內閣藏書目錄》所載，原書12卷。篇幅宏大，資料豐富。 現存卷一、二、三之殘本，有一百八十五局，卷七一冊，有殘局一百局。 以紅先勝局為主，局勢雖大多簡單，但甚精彩。是現存較早的一部古譜。 《夢入神機》的書皮深藍色。書長27.2釐米，寬16.8釐米，版框大致長20.9釐米寬13釐米，中縫不計算在內。白口，雙欄，上下魚尾內，上刊《夢入神機》，中刊卷數，下刊頁數。每半面刊一棋圖，上書局名，下印著法和提示。
- 《百變象棋譜》象棋譜。祖龍氏編，明嘉靖元年（公元1522年）刊印，有簡短殘局70局。其中紅勝局八局，和局62局。記譜使用文字說明，具有早期象棋殘局和記錄方法的特色。清康熙及乾隆年間均有翻印版。
- 《金鵬十八變》象棋書譜。作者佚名。成書年月不詳。明嘉靖十九年（1540年）編成的《百川書志》有此譜錄，估計在此之前已經成書（兩卷，一說一卷或四卷）。《適情雅趣》和《橘中秘》中全書譜序頁，均冠以“金鵬十八變”。系統闡述了鬥炮局的各種變化。同時也指出屏風馬的戰略方向。
- 《適情雅趣》象棋譜。明隆慶四年（公元1570 年）刊出，金陵徐芝編， 全書十卷，一至八卷冊為殘局圖式，相傳選自《夢入神機》，計550局。九、十兩卷選自《金鵬十八變》，主要介紹順手炮、列手炮的各種變化。該譜為內容最豐富、局例最多、規模最可觀、最完整的象棋古譜。 在象棋界一度負有盛名、有“南楊北謝”之稱的北京著名老棋手談及《適情雅趣》時，指出其精華是它的殺法，特點是各種殺法應有盡有。謝認為初中級棋手若能精讀此譜，細心揣摩，並在實戰中靈活運用，棋藝必有大進。 有些老棋手介紹他們自己的切身體驗說，精讀《雅譜》一遍，即可提高一馬的實力。這些確是經驗之談。 對於高水平的棋手，凡未讀過此譜者，精讀一遍，了可兼收並蓄，相得益彰，借此大大提高象棋實戰的殺力和戰術素養。
- 《橘中秘》象棋書譜。明朱晉楨輯。崇禎五年（1632）年刊印。其譜大多選自《適情雅趣》而經過整理，分類和棋譜的編寫方法都比較完整。四卷。一、二卷為全局著法，分得先、饒先與讓子三類，著重介紹鬥炮局的各種變化，具有快攻速決、激烈相博的特色。三、四卷載140局實用殘局，詳細剖析各種勝和棋勢。是明清兩代版本最多的象棋譜，影響頗大，流傳甚廣。
- 《自出洞來無敵手》象棋書譜。署名純陽道人著。成書年月不詳。偶有印本，多憑手抄本流傳，為數亦極少。1948年始由邵次明刊錄於《象棋戰略》譜內。全書共分七類，每類五局，計三十五局。不附變著，益於讀者研究。
- 《梅花譜》象棋書譜。清王再越著。六卷，分前後兩集。每集分上、中、下三卷。均為全局著法。對順手炮、列手炮、過宮炮、屏風馬、對當頭炮等，均有專題研究。變化細緻深刻。著法精彩。其中八局屏風馬對中炮為全書精華，對象棋布局有所創新，至今仍屬棋戰布陣的主流。原僅抄本流傳。
- 《無雙品梅花秘》清乾隆中葉（公元1760－1770年間）武進周廷梅精象藝，壯年挾技游大江南北，鮮逢敵手。他增訂的王氏《梅花譜》，豐富和發展了“中炮過河車對屏風馬”的各種戰陣變化。原譜為手抄本，本世紀40年代後期，福州《象棋月刊》刊錄時命題曰《無雙品》，推崇之意溢於言表。
- 《韜略元機》象棋譜。清張惠春等編，康熙四十六年（1707年）刊印。六卷。前四卷為殘局，後兩卷為全局。殘局共二百零四局，其中之和局著法深奧，選自民間流行棋勢較明代先走必勝的殘局有進一步的發展，是以後高級排局出現的開端。
- 《吳紹龍象棋譜》象棋譜。相傳為清乾隆時蘇州象棋名手吳紹龍弈局，成書年月不詳。原譜共有二十六局，今存十六局。內有讓單先十四局、讓兩先二局；其中挺兵局十局，中炮攻屏風馬六局。在一定程度上反應了當時吳紹龍對局的梗概。原僅手抄本流傳，後收入謝俠遜所輯的《象棋譜大全》。
- 《石楊遺局》象棋譜。相傳為清乾隆、嘉慶間邗江名棋手楊健庭和石姓者（佚名）所著。楊善於用馬，有“四面虎”之稱。全書共有對局十二局，其中屏風馬抵當頭炮七局，單提馬抵當頭炮二局，順手炮一局，均為和局。對兵局兩局。紅勝著法穩健而工整。原僅手抄本流傳，後收入謝俠遜所輯的《象棋譜大全》。
- 《梅花泉》象棋譜。海門童聖公著。成書年月不詳。原為手抄本。 分上、中、下三卷，共三十六局、一百三十二變。清嘉慶年間經薛丙增訂，發展為五十局，二百十余變。局式中如中炮鴛鴦馬、單提馬、左疊炮、屏風馬棄馬陷車等，新穎多樣。其中屏風馬棄馬陷車局尤為少見。建國[哪個／哪些？]後有整理本出版。
- 《崇本堂梅花秘譜》抄本《崇本堂梅花秘譜》，又名《摘錦梅花譜》，分上下兩卷，共20局，79變。上卷得先9局，下卷饒先6局，饒雙先1局，饒三先1局，饒左馬3局。本書作者年代不詳，內容與《梅花泉》相仿，估計兩書同出一源。本資料由楊明忠先生提供，是鎮江周秋水根據1865年魏塘陸愚溪的手抄本，於本世紀60年代加以譽印而流傳。
- 《心武殘編》象棋譜。清薛丙編著，吳紹龍校閱。嘉慶五年（1800年）刊印。六卷。前兩卷為棋局圖式，有殘局一百四十八局；後四卷為著法，基本上以和局為主，並將同一類型的殘局集中在一起加以解析。譜中所有著法變化及訂正部分，均較以前諸殘局譜深奧。後附凡例十六則，可幫助領會古局棋規的各項要點。
- 《百局象棋譜》象棋譜。清三樂居士編。嘉慶六年（1801年）刊印。八卷。共有殘局一百零七局。著法以和局為主，棋勢均為當時流行於民間的局式，並以成語諺語命名。如七星聚會、野馬操田、蚯蚓降龍、千里獨行（以上合稱“江湖四大名局”）等。其中八十九局與《竹香齋象戲譜》相同。在民間流傳最廣，迄今計有40余種版本。
- 《淵深海闊》象棋譜。清陳文乾編。成書於嘉慶十三年（1808年）。十六卷，共三百七十一局。整理彙編了當時流行於民間的各種殘局、排局名作。如《七星》、《跨海徵東》等。收錄較全，並按雙方子力分類介紹，以利於參考查閱。原譜手抄本，現為北京劉國斌所藏有。
- 《竹香齋》象棋譜。清張喬棟編。原為二集，共一百六十局，曾刊印於嘉慶九年（1804年），後經修改補充，分三集，於嘉慶二十二年刊印。系集中古譜及流行於民間具有代表性的排局加以釐正，並取諸家之長而成。初集兩冊，七十八局；二集兩冊，七十局；三集四冊，四十八局。均以和局為主，第三集比較深奧。
- 《爛柯神機》象棋譜。清於國柱編。刊印於清道光二十四年（1844年）。為編撰者二十年創作成果。全書四冊，共一百二十局紅勝殘局，著法大都比較簡明。後收入謝俠遜所輯的《象棋譜大全》。
- 《蕉窗逸品》象棋譜。清隱橘齋主人編。松籟閣藏書。刊印於光緒五年（1879年）。選有七星聚會、野馬操田、跨海徵東等十個殘局。經整理，分正編、外編兩篇。正編為和局，外編為劣局。
- 《蕉竹齋》象棋譜。相傳由清代中期杭州的“棋孟嘗”的門客們搜集當時民間流傳的江湖殘局，擇優編輯成帙的。 以手抄本的形式流傳。共由兩大部分組成：一部分是輯自民間採用的刊於各古譜中相同古局；另一部分是據古局修改加工而成的衍生棋局。 1976年有整理本問世。
- 《梅花變法譜》象棋譜。《梅花變法譜》之流傳，始於清光緒丁酉年間（公元1879年）。由吉安鄭自梅之父“仿舊譜一卷”， 鄭自梅校對。鄭自梅稱：“（該譜）與橘梅雖無並論，然炮馬敘論，各見專長”。 全譜共十二局，以屏風馬、順炮類為主。
- 《吳氏梅花譜》象棋譜。清吳梅聖著。刊印於1929年原名《象棋讓先秘譜》，因堪與王再越《梅花譜》媲美，故習稱為《吳氏梅花譜》，並以此為書名。共五編。以屏風馬為主要論述對象，著法都是讓先。闡述後走屏風馬戰勝先走方面五種攻勢，內容精闢，其中尤以第一編屏風馬先進7卒，有很高的實用價值。建國[哪個／哪些？]後有整理本出版。
- 《善慶堂重訂梅花變》象棋譜。全書共三卷，卷一得先五局六十變，均為“當頭炮攻屏風馬”；卷二饒先六局，七十六變，均為“屏風馬破當頭炮”；卷三雜局，四十變。 原書為手抄本，因無序，跋文等，故作者姓名，成書年代均無可查考，分析其內容，似後於《吳氏梅花譜》。根據北京劉國斌先生藏本，本世紀70年代江西棋友曾有該印版流行。
- 《反梅花譜》象棋譜。原名《梅花心法象棋譜》。清巴吉人著。載全局譜七局，二十五變著。第一局為當頭炮巡河車進中兵攻屏風馬，對王再越《梅花譜》有推陳出新的見解。第二至第六局為讓先勝；第七局為先手對兵勝。其中第五局橫車龜背炮，別出心裁，流傳頗廣。原為手抄本。建國[哪個／哪些？]後由《象棋界》、《象棋》等刊載，並有整理本出版。

## 現代棋譜
- 《中國象棋譜大全》程明松主編，成都時代出版。集古譜36種，計1788頁，另目錄70頁，插頁前言等不計。本書按古譜成書時間的先後順序，全局譜由屠景明、竺士菊進行整理；殘局譜由楊明忠、馮錦諸、丁章照、陳建國進行整理，其中《適情雅趣》殘局部分由石鏞進行整理。全書收有全局譜《事林廣記》、《自出洞來無敵手》、《適情雅趣》、《橘中秘》、《王氏梅花譜》、《韜略元機》、《無雙品》、《吳兆龍象棋譜》、《崇本堂梅花秘譜》、《梅花泉》、《象棋滿盤譜》、《鄭氏梅花變法譜》、《吳著梅花譜》、《善慶堂重訂梅花變》、《石楊遺局》、《反梅花譜》（1頁～574頁）；收有殘局譜《事林廣記》、《夢入神機》、《百變象棋譜》、《適情雅趣》、《三才圖會》、《橘中秘》、《韜略元機》、《萬寶全書》、《心武殘編》、《爛柯真機》、《百局象棋譜》、《竹香齋象戲譜》、《爛柯神機》、《象棋新譜》、《神妙變化象棋譜》、《棋譜秘錄》、《棋學捷徑》、《蕉竹齋象棋譜》、《象棋老譜》、《會珍閣》（575頁～1788頁）。本書整理時，所有象棋古譜力求收齊，以木刻本為主；對各種版本，特別是手抄本，均進行必要的考證，不僅整個版本，就是其中的內容，亦去偽存真。

- 謝俠遜

1. 《象棋譜大全》

書凡三集，都十二冊，中有《適情雅趣》、《爛柯神機》、《梅花譜》、《橘中秘》、《象局彙存》、《象局集錦》、《弈乘》、《弈話》、《竹香齋》、《萬國象棋》等十種。初集民國十六年四月出版；二集於同年十二月出版；三集於民國十八年七月出版。《弈乘》，分內篇和外篇，內篇五十局係謝先生與棋友的對局；外篇一○一局係當時全國各地名手的對局，以及清乾隆、嘉慶期間的「石楊遺局」（計十二局），和清乾隆間，蘇州吳名手兆龍之對局選粹（計選十六局），皆為不可多得之古譜。《萬國象棋》，介紹國際象棋各種棋子的走法和殘局著法，以及部分對局。（謝生生曾於民國廿三年參加中、英、美、德、奧五國「銀龍杯」國際象棋賽而獲得冠軍。）《弈話》，係當時海內外棋士於象棋方面的雜談、隨感、題詠，以及當時象棋活動的記載、橘中佳話等彙刊而成，具有一定的歷史價值。《象局集錦》，計一五○個殘局，都是當時象棋名手（如林奕仙）所擬，有勝有和，各局皆有特色，曲妙有致。《象局彙存》，係各種古局彙編而成，計一○○局，無作者姓名。包括「象棋新譜」（即「蕉窗逸品第四」）、「百局象棋譜」（「大全」原本誤以為是「韜略元機」），以及「百變象棋譜」在內，尤以末後數局最為艱深。《象棋譜大全》一書，遍蒐歷代古譜，且有棋藝源流的記載，包涵異常豐富，是研究象棋史不可缺少的大資料。古譜歷經輾轉傳抄，大多殘缺不全、編排錯亂；本書特別勘誤補缺、考證評註，對象譜之流傳及推展棋運之貢獻，厥功至偉，不可以道里計。
- 楊官璘

1. 《弈林精華》
2. 《弈林新編》

- 胡榮華

1. 《反宮馬專集》

- 王嘉良

1. 《象棋前鋒》
2. 《象棋中鋒》
3. 《象棋後衞》

## 線上棋譜
- 象棋巫師棋譜倉庫（页面存档备份，存于）（简体中文）
- 東萍棋譜倉庫（简体中文）